# Żwirble (sielsowiet Mieżany)
Żwirble (biał. Жвірблі; ros. Жвирбли) – wieś na Białorusi, w obwodzie witebskim, w rejonie brasławskim, w sielsowiecie Mieżany.
Inna nazwa miejscowości to Zwirble.

## Historia
W latach 1921–1945 wieś leżała w Polsce, w województwie nowogródzkim (od 1926 w województwie wileńskim), w powiecie brasławskim, w gminie Brasław. 
Według Powszechnego Spisu Ludności z 1921 roku były to dwie wsie. Zwirble I i II. Zamieszkiwało: 
- Żwirble I czyli Sawicze – 85 osób, wszystkie były wyznania rzymskokatolickiego i zadeklarowały polską przynależność narodową. Było tu 16 budynków mieszkalnych[1]. W 1931 w 19 domach zamieszkiwały 103 osoby[6].
- Żwirble II – 172 osoby, wszystkie były wyznania rzymskokatolickiego. Jednocześnie 8 mieszkańców zadeklarowało polską przynależność narodową a 164 białoruską. Było tu 38 budynków mieszkalnych[1].  W 1931 w 46 domach zamieszkiwały 184 osoby[6].

Miejscowość należała do parafii rzymskokatolickiej w Brasławiu. Podlegała pod Sąd Grodzki w Brasławiu i Okręgowy w Wilnie; właściwy urząd pocztowy mieścił się w Brasławiu.